# Roodschoudermiersluiper
De roodschoudermiersluiper (Euchrepomis humeralis) is een vogel uit de familie Thamnophilidae (miervogels). 

## Verspreidingsgebied
De roodschoudermiersluiper komt voor in oostelijk Ecuador, oostelijk Peru, noordelijk Bolivia en westelijk-centraal Brazilië.

## Status
De grootte van de populatie is niet gekwantificeerd maar de soort wordt omschreven als schaars. Op de Rode lijst van de IUCN heeft deze soort de status niet bedreigd.